# Alaskan Husky
Der Alaskan Husky ist ein Hundetyp, der in unterschiedlichen Linien gezüchtet wird. Ursprüngliches Zuchtziel war ein optimaler Schlittenhund.

## Herkunft und Geschichtliches
Schon mit dem Aufkommen des Schlittenhundesports zu Anfang des 20. Jahrhunderts begann man in Alaska, die einheimischen Hunde (eher wolfsähnlich) mit Polarhunden wie den Siberian Huskies zu kreuzen, um den optimalen Schlittenhund für die Rennen zu erhalten. Im Lauf der Zeit kamen in der Zucht noch Jagdhunde und Windhunde dazu. Die Hunde wurden immer gezielter auf die Anforderungen der Rennen hin gezüchtet.

## Beschreibung
Die Palette der Alaskans ist heute sehr breit: vom 50 kg schweren Trapperhund bis zum 17 kg leichten Rennhund ist alles anzutreffen. Trotz unterschiedlicher Größe und unterschiedlichen Gewichts haben sie viel gemeinsam: ein unbändiger, ausdauernder Wille zum Laufen, harte, zähe Pfoten, dichtes und wetterfestes Fell, Genügsamkeit, Verträglichkeit mit anderen Hunden und vor allem zum Menschen. Es gibt einige sehr bekannte Zuchtlinien, die schon fast Rassecharakter erreichen und deren Stammbäume sich einige Generationen zurückverfolgen lassen. Ziel bei allen ist weniger das Aussehen, sondern vielmehr der gesunde, gebrauchstüchtige Hund.
Durch die Kreuzung mit Jagdhunden und Windhunden wurde dieser Typ verträglicher mit Rudelgenossen und dem Menschen und verlor einige Eigenschaften der Polarhunde, was der Funktion zugutekam. Ein ähnlicher Hundetyp entwickelte sich in Europa: der Europäische Schlittenhund.
Für schwere Rennen hat sich ein eher leichter Typ etabliert: Hündinnen sollten zwischen 22 und 25 kg und ein Rüde zwischen 25 und 27 kg wiegen. Die Leistung im Rennen ist enorm: der Alaskan Husky sollte über 32 km/h für eine Distanz von 50 km durchhalten. Bei Distanzen von 80 bis 100 km kann eine Durchschnittsgeschwindigkeit von 25 bis 27 km/h gehalten werden. In langen Rennen, wie dem Iditarod, ist der Alaskan Husky fähig, 240 km pro Tag für 10 und mehr Tage zu laufen.

## Verwendung
Der Alaskan Husky findet als Schlittenhund, Familienhund und Begleithund Verwendung.